# Elisa Ruiz Romero
Elisa Ruiz Romero (Sevilla, 25 de abril de 1903-Madrid, 27 de octubre de 1995) fue una actriz española considerada, probablemente, la estrella más popular del cine español durante los años 1920. En 1928 los lectores de la revista cinematográfica La Pantalla la eligieron en primer lugar en una votación de sus actores españoles favoritos. Inició su carrera en el cine mudo y llegó a rodar más de treinta películas. Tras la llegada del cine sonoro prácticamente se retiró del cine, aunque permaneció activa como actriz de teatro. Cuenta con una calle dedicada en Sevilla, su ciudad natal.

## Filmografía
| - Expiación (1919) - La inaccesible (1920) - La verbena de la Paloma (1921) - La señorita inútil (1921) - Víctima del odio (1921) - Alma rifeña (1922) - Carceleras (1922) - Alma de Dios (1923) - La medalla del torero (1923) - Rosario, la cortijera (1923) - Doloretes (1923) - Venganza isleña (1924) - La chavala (1924) - Los granujas (1924) - La hija del corregidor (1925) | - Currito de la Cruz (1926) - El cura de aldea (1926) - El pilluelo (1926) - Rosa de Levante (1926) - Una aventura de cine (1927) - Rocío de albaicín (1927) - Estudiantes y modistillas (1927) - El capote de paseo (1927) - El tren / La pastora que supo amar (1927) - En tierra del sol (1927) - Al Hollywood madrileño (1927) - Esperanza o la presa del diablo (1929) - Currito de la Cruz (1936) - Un caballero famoso (1942) |